# Torpedovka
Torpedovka (tudi torpedni čoln) je manjša in hitra vojna ladja, ki je namenjena za izstreljevanjem torpedov proti večjim in bolj počasnimi plovilom (npr. bojne ladje, tankerji, letalonosilke...). Zaradi majhnosti so torpedovke namenjena za priobalno delovanje oz. za delovanje na odprtem morju le pri ugodnem vremenu.
Torpedovka je po navadi oborožena z dvema torpednima cevema in mitraljezi oz. avtomatskimi topovi manjšega kalibra za obrambo. Prve torpedovke so bile prisotne že med ameriško državljansko vojno, medtem ko so največjo prepoznavnost dosegle med drugo svetovno vojno.